# Amarpur (Gulmi)
Amarpur (nepalski: अमरपुर) – gaun wikas samiti w zachodniej części Nepalu w strefie Lumbini w dystrykcie Gulmi. Według nepalskiego spisu powszechnego z 2001 roku liczył on 727 gospodarstw domowych i 3633 mieszkańców (1946 kobiet i 1687 mężczyzn).